# Coregonus baerii
Coregonus baerii is een straalvinnige vissensoort uit de familie van de zalmen (Salmonidae). De wetenschappelijke naam van de soort is voor het eerst geldig gepubliceerd in 1864 door Karl Fedorovich Kessler (1815 – 1881). Het is een endemische soort houting die voorkomt in het Ladogameer. In het Engels heet de vis Volkhov whitefish.

## Herkenning
Deze houtingsoort verschilt van andere soorten die ook in hetzelfde watertype voorkomen door de vorm van de snuit (klein, onderstandig) en de aantallen kieuwboogaanhangsels (20 tot 29, meestal 24) en schubben op de zijlijn (gemiddeld 93 of 94) en nog een paar kenmerken. De maximaal waargenomen lengte is 57 cm.

## Verspreiding en leefgebied
Deze vissoort komt alleen voor in het zuidoostelijk deel van het Ladogameer. Om te paaien trekt de vis de riviertjes oostelijk van het meer op. Door de aanleg van een dam wordt dit problematisch. De vis foerageert op ongewervelde organismen op de waterbodem.

## Status
Over het huidige voorkomen van de vis is onvoldoende bekend. Om deze reden staat deze soort als onzeker op de Rode Lijst van de IUCN.